# Paolo De Nevi
Paolo De Nevi (Sesta Godano, 1952) è un pittore, scultore e scrittore italiano.

## Biografia
Nato a Rio di Sesta Godano nel 1952 da una famiglia del luogo, si trasferisce con essa alla Spezia nel 1961.
Diplomatosi al Liceo Artistico di Carrara, inizia la propria attività ultra cinquantennale come pittore, scultore e grafico nel 1967, partecipando alla vita nazionale e internazionale con un’intensa attività espositiva che lo ha portato ad allestire mostre personali in varie città d’Italia e del mondo, accanto a grandi presenze dell’arte contemporanea internazionale. Alcune delle sue opere figurano in numerose collezioni pubbliche e private, italiane ed estere.
Nella sua vasta produzione quale autore, studioso, poeta e scrittore ed editore (è Direttore Responsabile di Luna Editore), De Nevi ha realizzato oltre 250 pubblicazioni dedicate alla Val di Vara e all’intero territorio ligure apuano e lunigianese. È fondatore nel 1986 del centro studi Val di Vara di cui è Presidente.
Dal 2014 risiede nuovamente nel suo paese natio.
Nel 2017 organizza una mostra per il cinquantennale della carriera nel Castello Fieschi di Varese Ligure.

## Opere

### Libri[2]
- Paolo De Nevi, 1979.
- Val di Vara, Un Grido, Un Canto, 1988.
- Impedita estasi. Dipinti - Sculture, 1991.
- Mezzo secolo di vita artigiana. Cronistoria Socio Economica Dall'Industria al Mercato, 1996.
- Magiche Cinque Terre, 1999.
- Dalla contea di Levante, 2003.
- Da Bione alla Sprugolean. Oltre un secolo di musica e di folklore Spezzino, in collaborazione con Joels Parducci, 2005.